# 양산 통도사 역대고승 진영
양산 통도사 역대고승 진영(梁山 通度寺 歷代高僧 眞影)은 경상남도 양산시 하북면 지산리, 통도사에 있는 조선시대의 역대고승영정이다. 
2006년 11월 2일 경상남도의 유형문화재 제450호 양산 통도사 역대고승 영정으로 지정되었다가, 2018년 12월 20일 현재의 명칭으로 변경되었다.

## 개요
통도사 소장 고승영정은 18세기에서 19세기 말에 조성된 작품들로서 당시의 화풍을 다양하게 보여줄 뿐만 아니라 경상도 지역에서 활동한 화승들의 이력과 양식적 특징을 파악할 수 있어 조선후기 고승 영정에 관한 시대 및 지역 연구에 중요한 자료이다.

## 참고 자료
- 양산통도사역대고승영정 - 국가유산청 국가유산포털